# Тетмайер, Влодзимеж
Влодзимеж Пшерва-Тетмайер (пол. Włodzimierz Przerwa-Tetmajer, 31 декабря 1861, Гарклова близ Новы-Тарг — 26 декабря 1923, Краков) — польский художник, писавший как реалист, так и в стиле модерн, и политический деятель.

## Жизнь и творчество
В. Тетмайер изучал живопись в различных художественных академиях Кракова, Вены, Мюнхена и Парижа. В 1889—1895 годах он был учеником Яна Матейко, изучал также классическую филологию в краковском Ягеллонском университете. К основной тематике картин художника относились пейзажи, жанровая живопись, сценки из крестьянской жизни, а также исторические и религиозная живопись.
В период с 1914 по 1918 год В. Тетмайер был депутатом австрийского рейхсрата, а с 1918 года — польского сейма от партии Пястов. Художник был в родственных отношениях с рядом видных деятелей польской культуры — он был сводным братом писателя Казимежа Пшервы-Тетмайера и двоюродным братом писателя Тадеуша Бой-Желенского, а также шурином поэта Луциана Рыделя.

## Галерея
- Свадьба
- Коронация
- Обнажение креста
- Святой Себастьян
- Музыканты
- Аллегория умершей Польши
- Пантеон великих поляков
- Благословенная Книга 1
- Благословенная Книга 2
- Кирилл и Мефодий
- Бердичевская богоматерь (1895)
- Добрый день в Броновичах
- Весна (1909)
- Семья художника (1905)
- Крещение Литвы (1895)